# LXXV. Armeekorps
LXXV. Armeekorps var en tysk armékår under andra världskriget. Kåren organiserades den 15 januari 1944.

## Befälhavare
Kårens befälhavare:
- General der Infanterie Anton Dostler  15 januari 1944–2 juli 1944
- General der Gebirgstruppen Hans Schlemmer  2 juli 1944–1 maj 1945

Stabschef:
- Oberst Horst Kraehe  20 januari 1944–20 mars 1945
- Oberst Faulmüller  20 mars 1945–1 maj 1945